# Villars (Rodano-Alpi)
Villars è un comune francese di 8 092 abitanti situato nel dipartimento della Loira nella regione dell'Alvernia-Rodano-Alpi.

## Società

### Evoluzione demografica
Abitanti censiti